# Vojvodinski povojni poboji
Vojvodinski povojni poboji (madžarsko Délvidéki vérengzések, srbsko Злочини партизана у Другом светском рату, hrvaško Partizanski zločini u Drugom svjetskom ratu, slovensko Vojvodinski povojni poboji) pomeni pomor okrog 50 tisoč Madžarov,  okrog 100 tisoč Nemcev, okrog 25 tisoč Srbov ter več tisoč Hrvatov  v Vojvodini med 1944 in 1946. Pokol je bil eden izmed najhujših vojnih zločinov, kar so jih izvršili komunisti po drugi svetovni vojni.
Leta 1941 sta madžarska vojska in nemški Wehrmacht vkorakala v Jugoslavijo. Madžarski vojaki so menda umorili 4000 Srbov in Judov v Novem Sadu (19000 v celotni Bački). Jugoslovanski oziroma  srbski partizani so se verjetno hoteli maščevati za pokol; poleg drugih narodnosti so ubijali tudi nedolžne madžarske civile. Takratno državno vodstvo je prek partizanskih poveljnikov  in OZNE (Odelenje za Zaštitu Naroda = Oddelek za varstvo ljudstva) vodilo iztrebljanje nekaterih madžarskih ter absolutno preselitev prebivalcev iz vseh nemških vasi po Vojvodini ter preseljevanje v koncentracijska taborišča; madžarsko prebivalstvo naj bi bilo kolektivno krivo zaradi novosadskega pokola, nemško pa zaradi sodelovanja vojvodinskih Nemcev v brigadi »Prinz Evgen«, ki se je bojevala proti partizanom zlasti v Bosni.
V Novem Sadu so usmrtili 2000 madžarskih državljanov, še več pa so jih pomorili po vaseh na okrutne načina. Razen tega so usmrtili več tisoč Hrvatov, Srbov in Nemcev. Glede ocene števila pomorjenih se viri razhajajo. Nekateri viri menijo, da je bilo madžarskih žrtev okrog šest tisoč, drugi jih omenjajo do šestdeset tisoč. Če vzamemo za primer isto obdobje v Sloveniji, je bilo pri nas verjetno žrtev še več. 
21. junija 2013 je srbski parlament s posebno deklaracijo obsodil te poboje, omejivši se žal samo na Madžare.